# Yetzucum
Yetzucum es una localidad del estado mexicano de Chiapas. Es parte del municipio de Tenejapa.

## Demografía
| Gráfica de evolución demográfica |
|                                  |

| Censo | Población |
| ----- | --------- |
| 1900  | 171       |
| 1910  | 310       |
| 1921  | —         |
| 1930  | 32        |
| 1940  | 44        |
| 1950  | 142       |
| 1960  | 173       |
| 1970  | 204       |
| 1980  | 308       |
| 1990  | 538       |
| 2000  | 688       |
| 2010  | 816       |
| 2020  | 1 202     |